# 그랜드파더
"그랜드파더"는 2016년에 개봉한 대한민국의 영화이다.

## 캐스팅
- 박근형 : 박기광 역
- 고보결 : 박보람 역
- 정진영 : 김양돈 역
- 오승윤 : 김규영 역
- 우기홍 : 석종도 역
- 백승훈 : 만태 역
- 김중기 : 김인기 역
- 추귀정 : 경미 역
- 김재록 : 박성득 역
- 박초연 : 보람엄마 역
- 김주하 : 어린보람 역
- 김영인 : 영도 역
- 한예원 : 김윤주 역
- 이규원 : 김윤지 역
- 이정현 : 남학생 3 역
- 권범택 : 관리소장 역
- 김서현 : 선배형사 역
- 이예은 : 여학생 1 역
- 박원호 : 남학생 2 역
- 안경희 : 안경희 역
- 안치욱 : 종도부하 1 역
- 이상철 : 종도부하 2 역
- 김기환 : 종도부하 4 역
- 서라헬 : 보도방 여자 1 역
- 김서정 : 보도방 여자 3 역
- 김병순 : 구청장 후보 역
- 이광세 : 노인 1 역
- 오기환 : 노인 2 역
- 최한별 : 상담원 역
- 이홍선 : 김춘호 역
- 김상훈 : 성득친구 2 역
- 김은지 : 타월 여자 역
- 배영락 : 시위 노인 1 역
- 문대성 : 시위 노인 2 역
- 임시연 : 여대생 1 역
- 정자연 : 여대생 2 역
- 정연 : 특공대 1 역
- 김정호 : 특공대 6 역
- 송민혁 : 특공대 7 역
- 이민식 : 형사 1 역
- 이슬이 : 보람 (대역)
- 이강영 : 안마남 역
- 박미숙 : 안나 매니저 역
- 최배영 : 상복녀 역
- 박진아 : 여학생 2 역
- 염혜주 : 여학생 3 역
- 금해나 : 여학생 4 역
- 김승현 : 남학생 1 역
- 조철상 : 남학생 4 역
- 은미 : 섹시걸 역
- 안창환 : 종도부하 3 역
- 유선호 : 종도부하 5 역
- 전원재 : 종도부하 6 역
- 오하루 : 보도방 여자 2 역
- 김시혜 : 보도방 여자 4 역
- 한예림 : 사이트 보는 여자 역
- 정재구 : 규영친구 1 역
- 정원석 : 성득친구 1 역
- 박승재 : 규영친구 2 역
- 최지웅 : 경찰반장 역
- 와신 무하매드 : 이주 노동자 1 역
- 도스트 무하매드사치드 바하티 : 이주 노동자 2 역
- 무하매드 파잘 이자즈 : 이주 노동자 3 역
- 조회성 : 남대생 역
- 봉경복 : 특공대 2 역
- 배진범 : 특공대 3 역
- 엄태형 : 특공대 4 역
- 박태산 : 특공대 5 역
- 유용준 : 형사 2 역
- 강인규 : 형사 3 역
- 김현주 : 아나운서 (나레이션) 역
- 서신우 : 선생님 (목소리) 역
- 권지용 : 경찰 1 역
- 최호진 : 경찰 2 역